# Hauptstrasse 30
Die Hauptstrasse 30 ist eine Hauptstrasse in der Schweiz.
Diese Strasse verbindet La Chaux-de-Fonds mit dem Berner Jura und Balsthal im Kanton Solothurn, es ist auf diesem Abschnitt die kürzeste Verbindung. 

## Geschichte
Der Strassenbau im Jura begann im 18. Jahrhundert unter der Herrschaft des Basler Fürstbischofs Jakob Sigismund von Reinach. 1752 wurde die erste Fahrstrasse zwischen Court und Moutier erbaut, die 1831 auf 7 Meter Breite ausgebaut wurde. 1820–1821 entstand die Neubaustrecke von Renan auf die Cibourg, nachdem sich in Berner Jura eine bedeutende Uhrenindustrie entwickelt hatte. Die Dünnerntalstrasse bzw. Thalstrasse zwischen Balsthal und Moutier wurde 1844–1845 erbaut.

## Verlauf
Die Strasse beginnt als Abzweigung von der Hauptstrasse 18 in La Cibourg bei La Ferrière im Berner Jura, rund fünf Kilometer von La Chaux-de-Fonds entfernt. Sie führt über Saint-Imier nach Sonceboz-Sombeval, passiert den Pierre Pertuis, und durch das Vallée de Tavannes und die Klus von Court BE wird Moutier erreicht. Von dort aus geht es in den Kanton Solothurn nach Balsthal, wo sie in die nach Oensingen führende Hauptstrasse 12 mündet.
Die Gesamtlänge dieser ganz überwiegend nicht-richtungsgetrennten Durchgangsstrasse beträgt rund 74 Kilometer.